# 薩拉斯瓦蒂河
薩拉斯瓦蒂河（羅馬化：Sárasvatī Nadī），又稱娑羅室伐底河，是出現在古代《梨俱吠陀》描述中的一條河流，位於印度西北。據近代學者考證，此河於公元前3000年-公元前2000年之間就已經完全枯竭，現今僅存遺址；可能是印度河支流。

## 薩拉斯瓦蒂河遺跡
古代的薩拉斯瓦蒂河曾經流動於喜馬拉雅山脈到印度西海岸之間，寬八公里，現僅存在痕跡。 
薩拉斯瓦蒂河在古印度先祖當中的地位相當重要，她被稱為河流七姐妹（都是她的支流）中最偉大者。《梨俱吠陀》裡就有三首頌歌專門獻給她（梨俱吠陀6.61，7.95和7.96）。薩拉斯瓦蒂河流域被认为是吠陀宗教的起源地，在吠陀時代極受尊敬，相當於後來恒河的地位。該河對於許多的西方學者了解上古印度人的歷史中具有重大意義。

## 外部連結
- 印薩兩河文明 （页面存档备份，存于）
- Is River Ghaggar, Saraswati? by Tripathi,Bock,Rajamani, Eisenhauer （页面存档备份，存于）
- Saraswati – the ancient river lost in the desert by A. V. Sankaran （页面存档备份，存于）
- The Saraswati: Where lies the mystery by Saswati Paik